# Karol Beyer

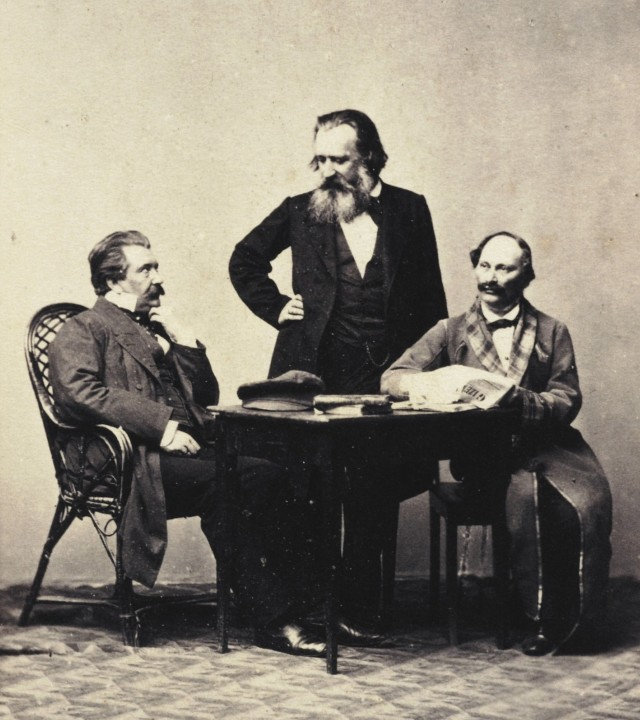
Karol Beyer (uprostřed)

Karol Adolf Beyer (10. února 1818, Varšava – 8. listopadu 1877, tamtéž) byl polský numismatik, daguerrotypista, fotograf, nazývaný „otcem polské fotografie“.

## Život a dílo
Narodil se jako třetí syn Němce Wilhelma Beyera (1778-1819), který přišel do Varšavy s pruskými úředníky, a malířky Henryky Beyerové, rozené z Minterówa. Dětství prožil v Lešně. Až do uzavření školy carskými úřady v roce 1831 navštěvoval spolu se svým bratrem Henrykem Karolem (1815-1855) varšavské lyceum a poté se učil technikem u svého strýce, Karola Mintera ve slévárně bronzu a lakovně kovů. Tehdy se již zajímal o numismatiku, grafiku a sbíral staré rytiny. Později se naučil základům daguerrotypie a od roku 1842 byl schopen ji provozovat. 
Po několika měsících studia umění fotografie v Paříži si v roce 1844 ve Varšavě otevřel závod  na daguerrotypii, který  roku 1872 změnil ve fotoateliér. Závod zpočátku sídlil v Senátorské ulici, později se přestěhoval do ulice Warecké a nakonec v roce 1857 na předměstí Krakova.
Asi v polovině devatenáctého století Beyer pořídil sérii fotografií polských měst, které se staly časem „k nezaplacení“. Jsou někdy jediným vizuálním dokladem o životě a historickém vzhledu, včetně panoramatu měst Varšavy, Krakova, Częstochowé, Gdaňsku, Malborku a Lodže. Beyer pořizoval též fotografické portréty. Vzhledem k prakticky neexistující konkurenci mu přinášely značný příjem.
Vychoval mnoho pozdějších fotografů. Jeden z jeho známějších žáků byl jeho synovec Teofil Boretti, slavný varšavský portrétista působící v druhé polovině devatenáctého a na počátku dvacátého století.
V roce 1870 otevřel první světlotiskovou tiskárnu ve Varšavě, ale následující rok ji zavřel.
Byl fascinován numismatikou, archeologií a starými rytinami. Shromáždil cennou sbírku polských mincí a medailí, ve třech svazcích vydal její katalog, podobně publikoval svou sbírku nejstarších polských rytin a další. V roce 1856 během společenského setkání v domě původně obývaném Anthonym Magierem v Pivní ulici ve Varšavě, byla na jeho popud založena Varšavská numismatická společnost.
Byl pohřben na varšavském evangelickém hřbitově (kvadrant E, řada 3, č. 13).

## Galerie

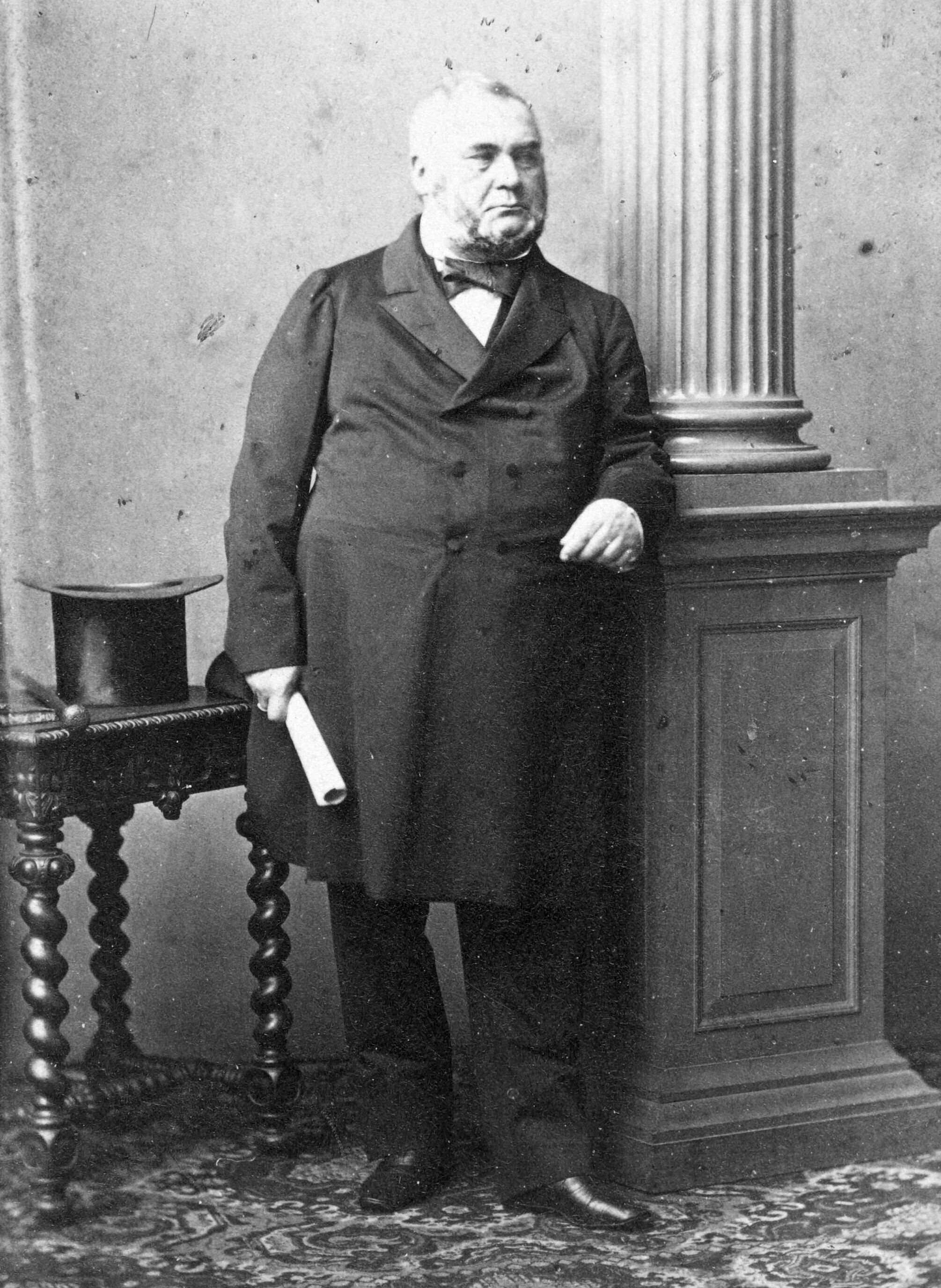
Aleksander Wielopolski
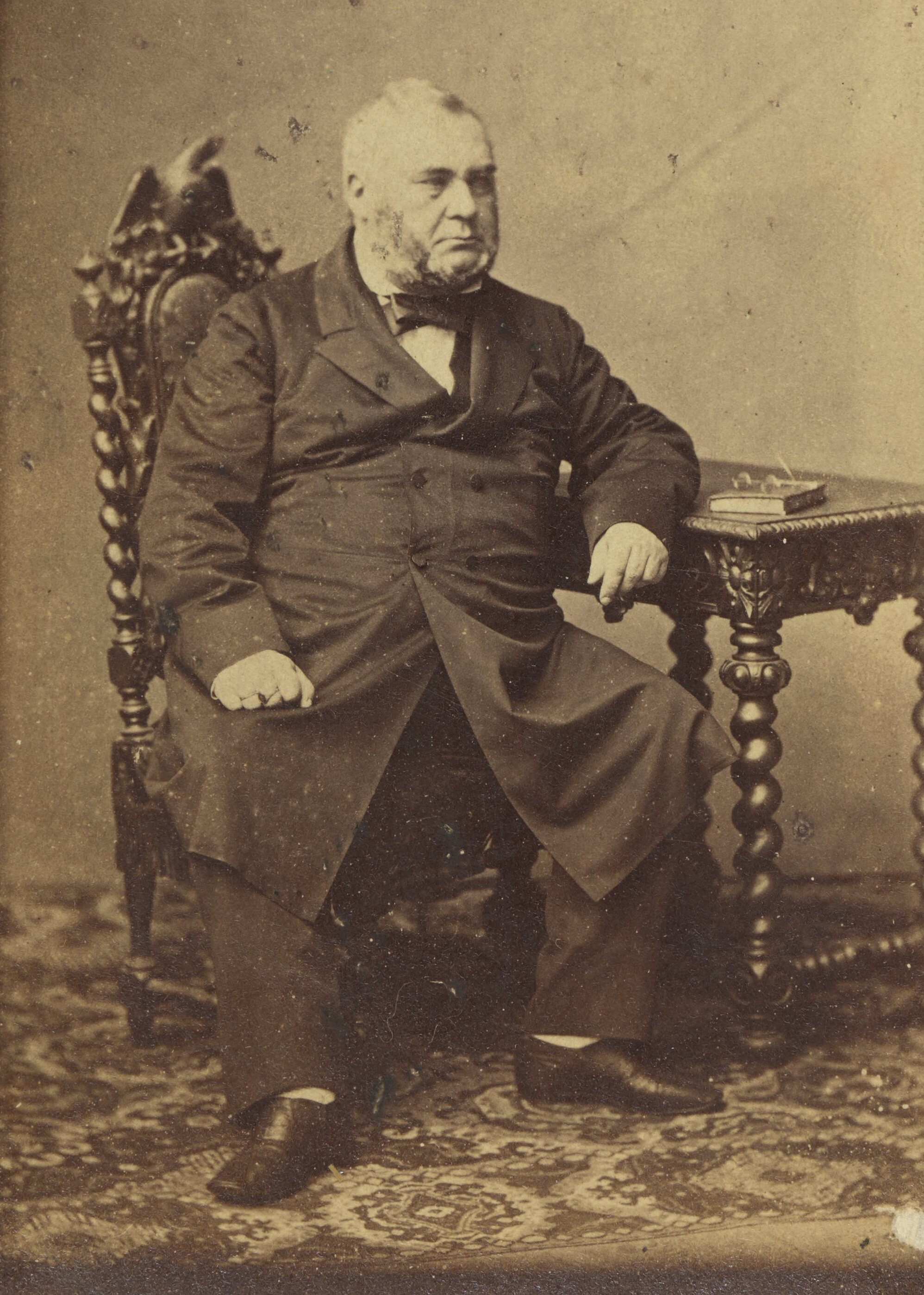
Aleksander Wielopolski
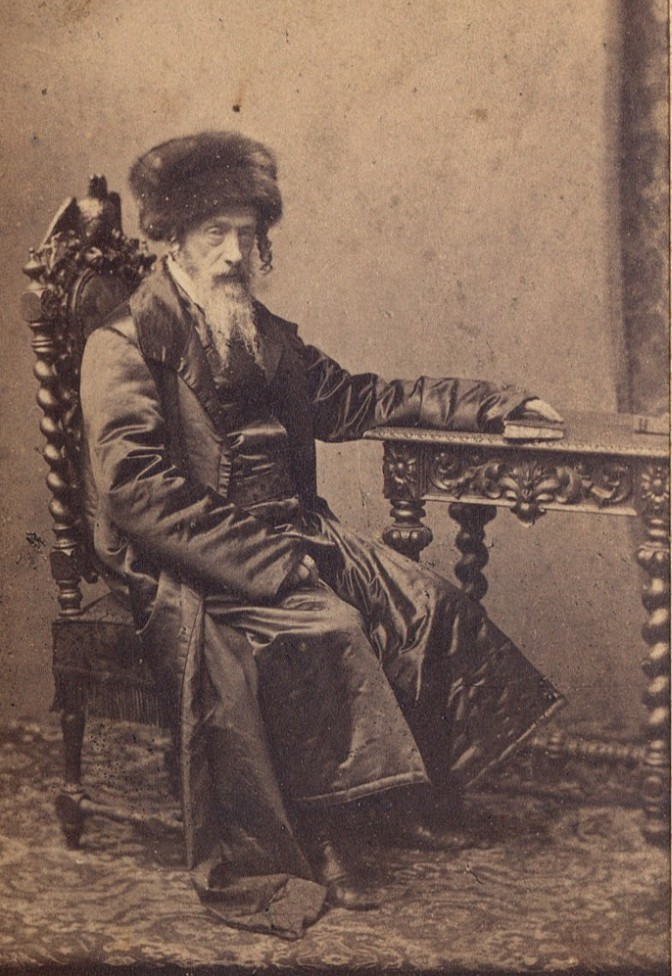
Rabín Dow Ber Meisels, 1861
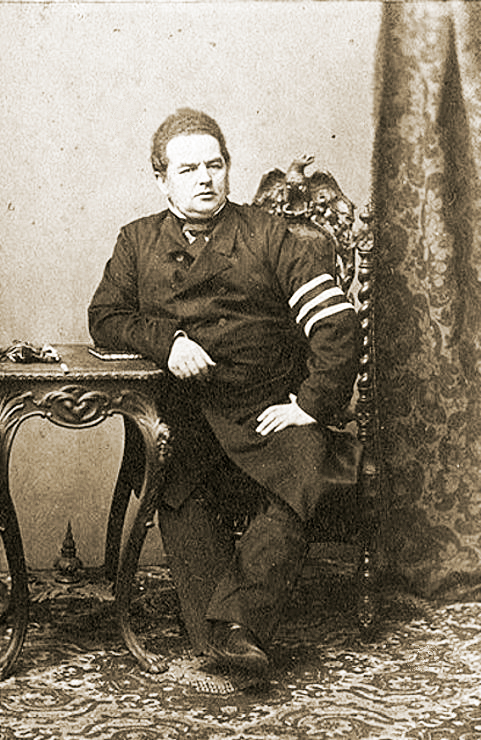
Leopold Kronenberg, 1861
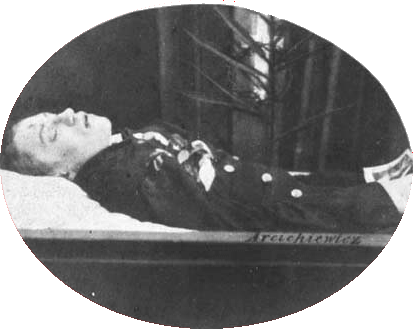
Michał Arcichiewicz po ruském útoku, 1861
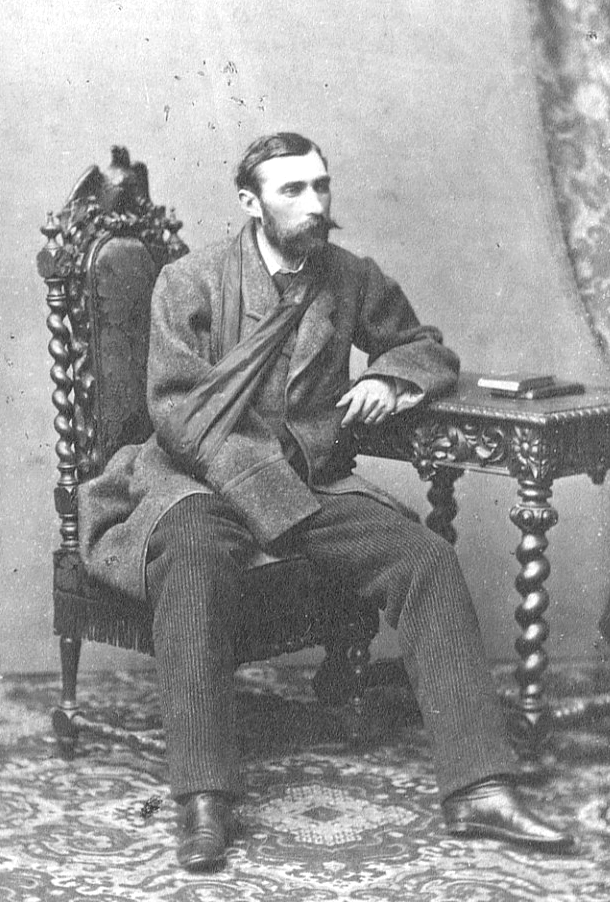
Stanisław Karski
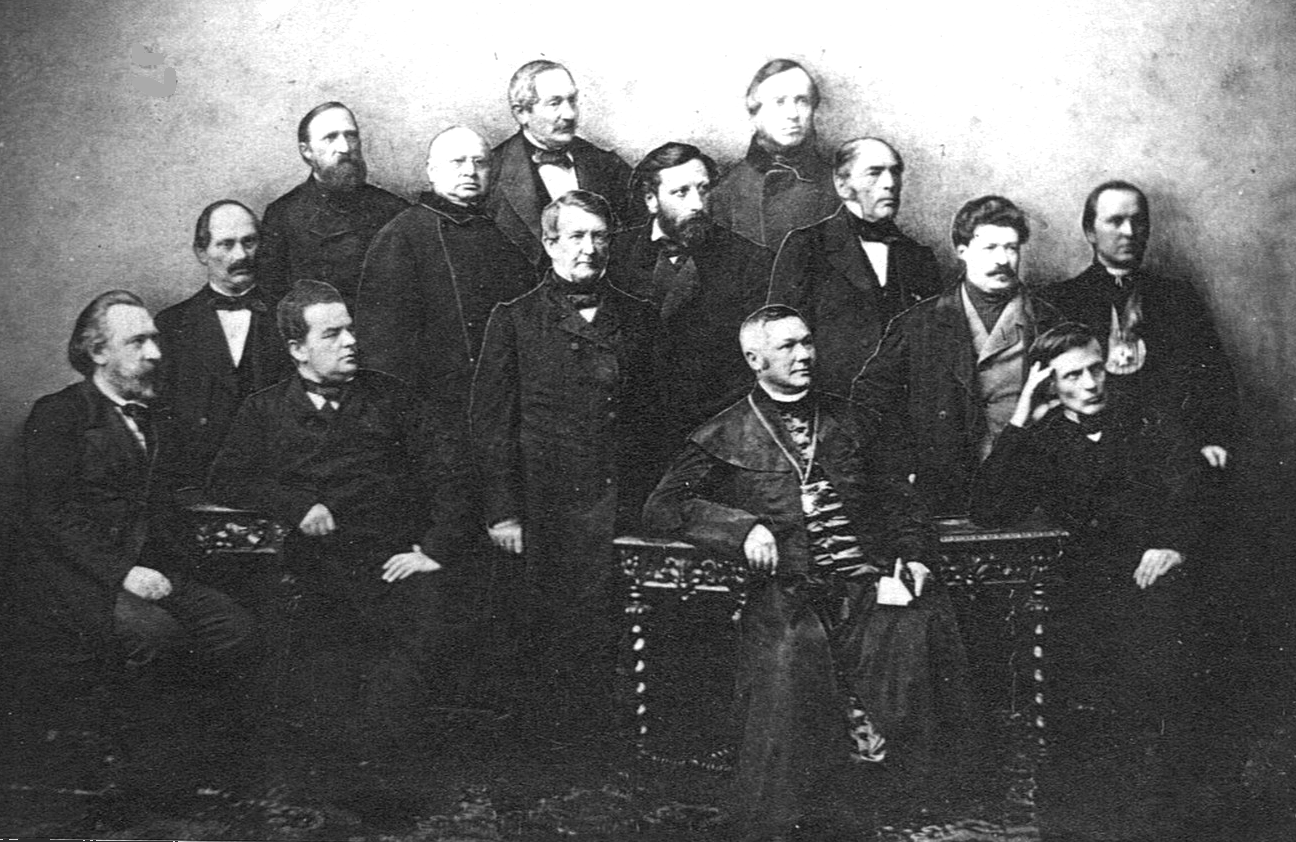
Městská delegace, 1861
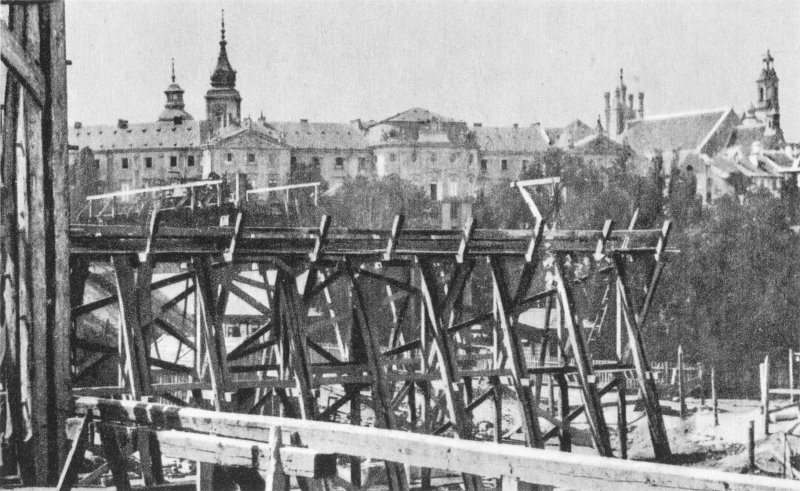
Stavba mostu Kierbedzia, v pozadí královský zámek, Varšava, 1859-1863
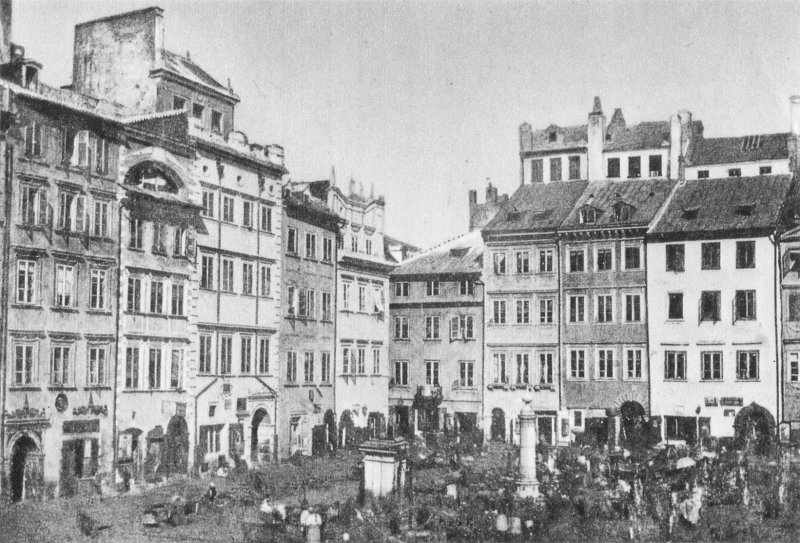
Varšava, Staroměstské náměstí, severovýchodní roh (Deckertova a Barssova strana)
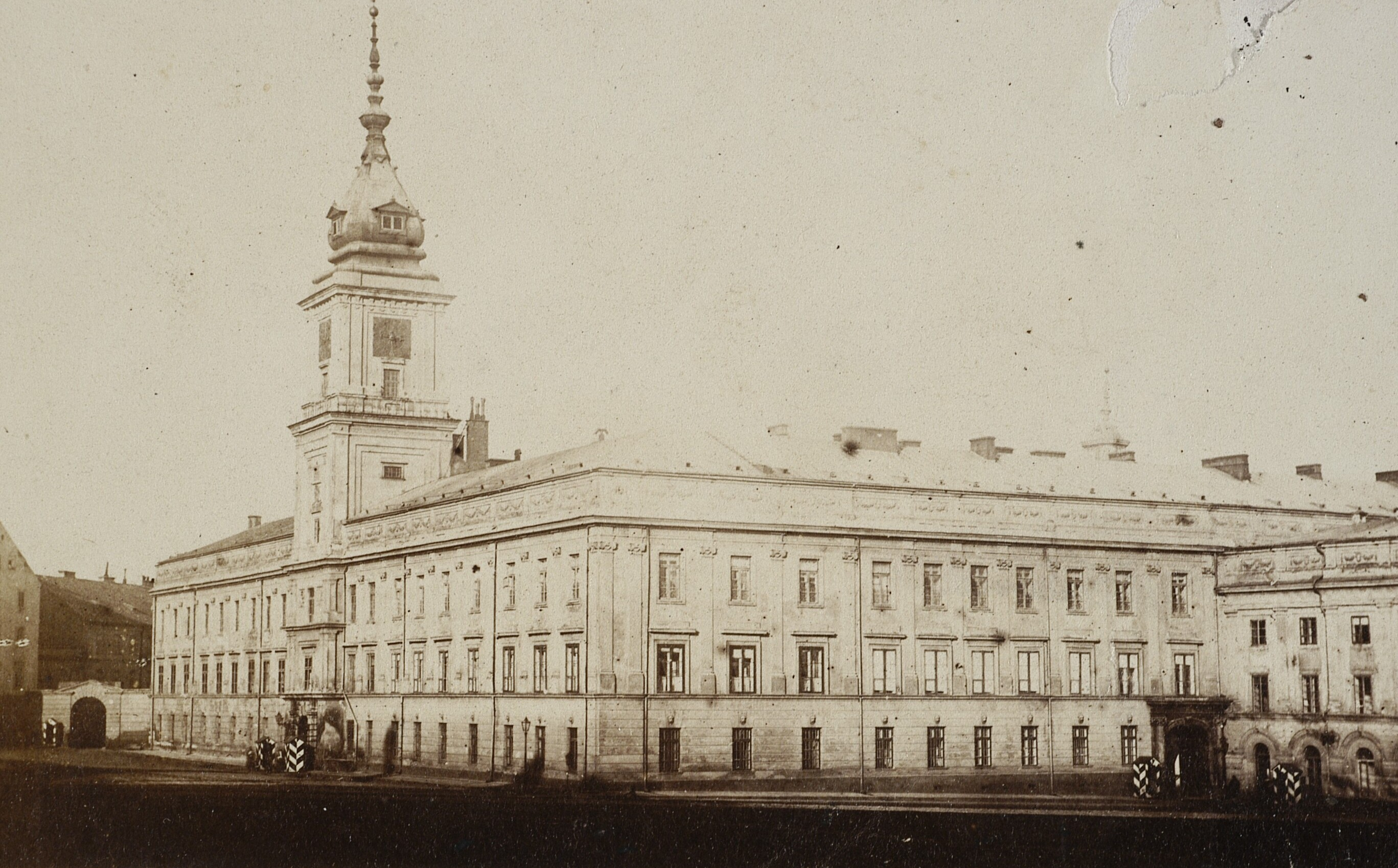
Královský zámek, Varšava, asi 1860